# Lucky Diamond Rich
Lucky Diamond Rich, nacido como Gregory Paul McLaren (Nueva Zelanda, 1971), es un tatuador, artista friki y performer neozelandés que ostenta el récord de ser la persona más tatuada del mundo, después de Tom Leppard, el apodado «hombre leopardo». También ha trabajado en festivales como tragasables, malabarista, uniciclista y acróbata, actuado en películas y series de televisión, y siendo un invitado habitual en convenciones de tatuajes.
Posee tatuajes en todo su cuerpo, incluyendo sus párpados, boca, orejas, el prepucio, las encías y debajo de sus pies. En 2006 obtuvo la certificación como el más tatuado. Sus tatuajes fueron realizados por 136 artistas de diferentes países, y pasó más de 1 000 horas en estudios y centros de tatuajes. Además de los tatuajes se ha realizado perforaciones y expansiones en las orejas, y además posee una dentadura de metal con incrustaciones de diamantes.
También ha rediseñado su cuerpo, es decir, se ha tatuado por encima de los otros diseños con tintas de color ya que inicialmente sus dibujos fueron realizados con negro, razón por la cual el Libro Guinness de los récords afirma que tiene el 200 % de su cuerpo tatuado.

## Modificaciones corporales
Todas las transformaciones de Lucky Diamond Rich:
- Tatuajes
- Perforaciones
- Expansiones en las orejas
- Dentadura metálica

## Filmografía
- 2015: Pawno
- 2013: Hell City
- 2011: Schöne Schmerzen - Der Tattooreport